# 惠山寺
31°34′54″N 120°15′53″E / 31.58160°N 120.26485°E

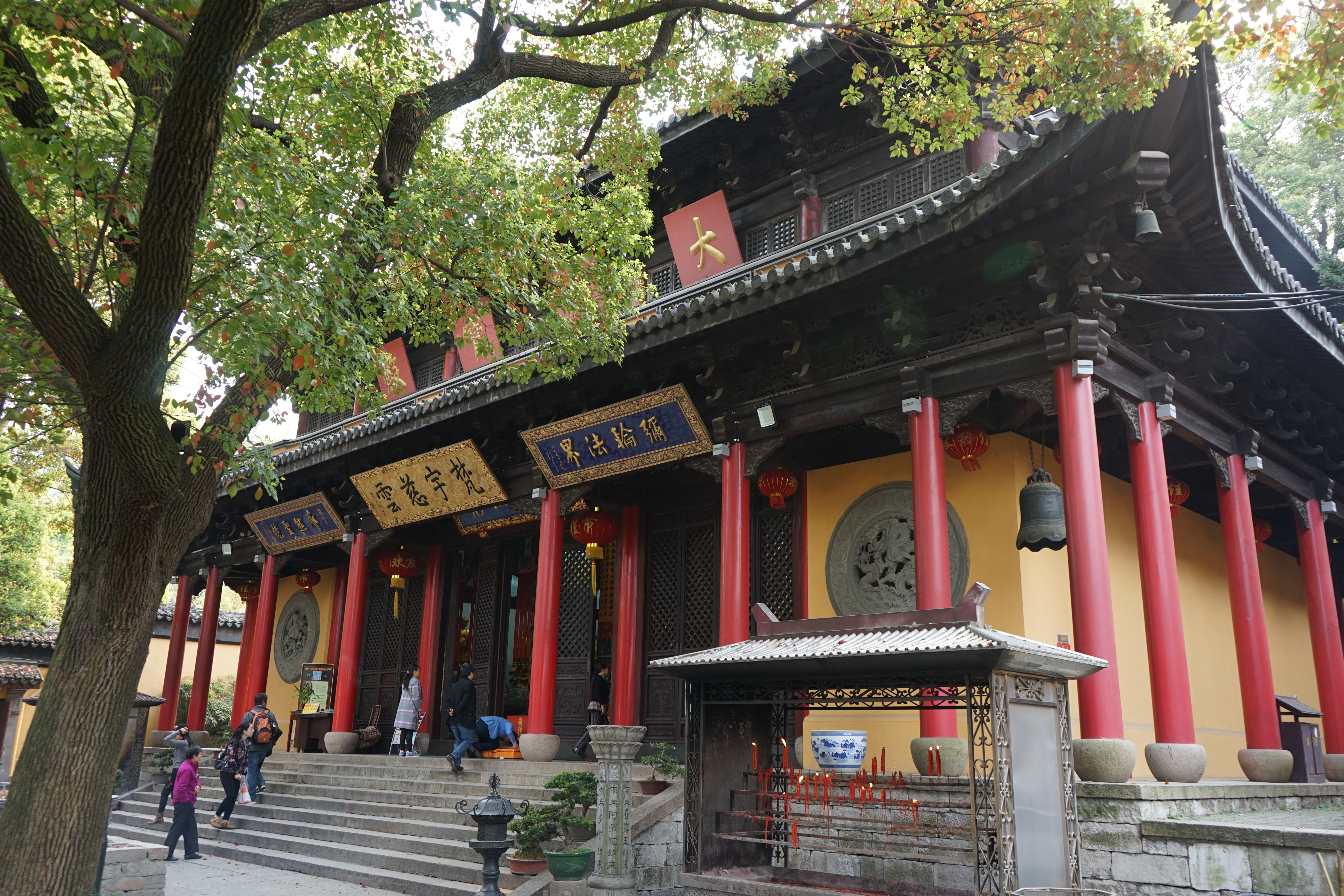
大雄宝殿

惠山寺是中国江苏省无锡市的一座著名佛寺，位于北塘区惠山山麓，包括毗邻的天下第二泉、寄畅园、二泉书院、华孝子祠、邹忠公祠、钱王祠、顾端文公祠、李忠定公祠、张中丞庙以及在内的锡惠名胜区内，惠山直街和横街交接处。

## 历史

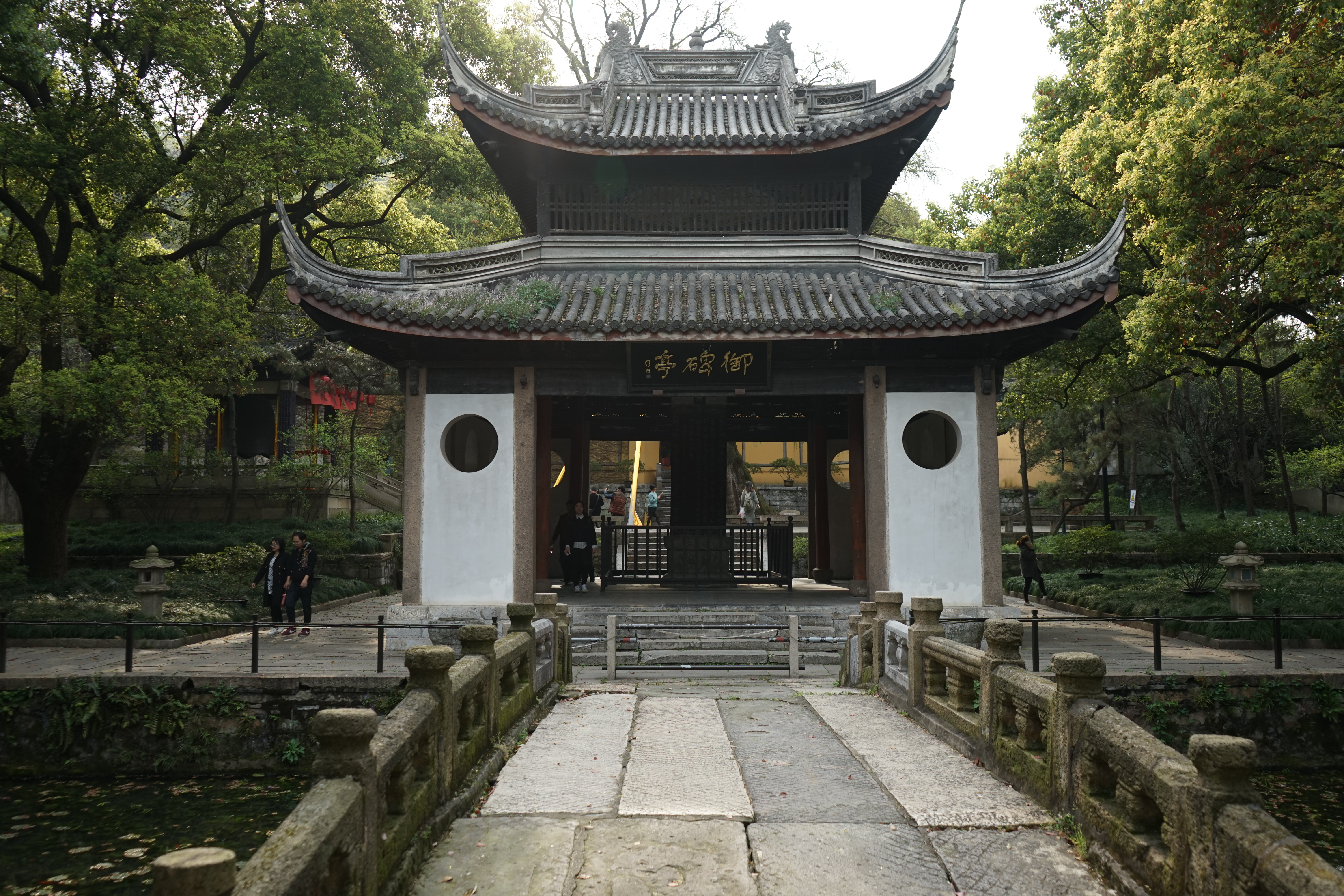
金莲桥、御碑亭

惠山寺始建于南北朝，为无锡十大丛林之首。历史上曾数次被毁，又数次重建。太平天国战乱后，仅余废墟。
惠山寺保存的历代文物包括唐宋石经幢、宋代金莲桥和金莲池、清代御碑亭、听松石床、古银杏树、竹炉山房和云起楼等。2004年，惠山寺修复大雄宝殿、金刚殿、天王殿、大悲阁、藏经楼、钟亭等，恢复宗教活动。
惠山寺庙园林为江苏省文物保护单位。惠山寺经幢被列为第七批全国重点文物保护单位。